# ARM Cortex-A73
ARM Cortex-A73 — це мікроархітектура, що має 64-розрядний набір інструкцій ARMv8-A, розроблений центром ARM Holdings Sophia. Cortex-A73 має 2-полосне декодування поза порядком суперскалярної комунікаційної мікролінії.

## Розробка
Cortex-A73 виступає як наступник Cortex-A72, розроблений, щоб запропонувати на 30 % більшу продуктивність або на 30 % підвищити ефективність енергоспоживання. Конструкція Cortex-A73 базується на 32-бітному ARMv7-A Cortex-A17, показуючи ефективність енергоспоживання та стійкі пікові показники. Cortex-A73 орієнтований насамперед на мобільні обчислення (мобільні телефони). У оглядах Cortex-A73 показав вдосконалені цілочисельні обмін між процесами, хоча має нижчий IPC з плаваючою точкою, порівняно з Cortex-A72.

## Ліцензування
Cortex-A73 доступний як сервер SIP для ліцензіатів, а його дизайн робить його придатним для інтеграції з іншими ядрами SIP (наприклад, Графічний процесор, контролер дисплея, DSP, процесор зображення та ін.) В один кристал, що становить систему на мікросхемі (SoC).
Cortex-A73 — це також перше ядро ARM, яке було модифіковане за допомогою напівприйнятої ліцензії ARM «Побудовано на ARM». Kryo 280 був першим випущеним напівтоварним продуктом, хоча модифікації, внесені відносно запасу Cortex-A73, не були оголошені.

## Продукція
HiSilicon Kirin 960, випущений у 2016 році, використовує 4 ядра Cortex-A73 (тактований у 2,36   ГГц) як «великі» ядра у big.LITTLE розташування з 4 'litle' ядрами ARM Cortex-A53 .
MediaTek Helio X30 використовує 2 ядра Cortex-A73 (2,56)   ГГц) як «великі» ядра в дека-ядрах big.LITTLE розташування з 4 ядрами Cortex-A53 та 4 Cortex-A35 'little' ядрами.
У Kryo 280, випущеному в березні 2017 року компанією Qualcomm в Snapdragon 835, використовується модифіковане ядро Cortex-A73. SoC використовує 8 ядер Kryo 280 у big.LITTLE розташування у вигляді двох 4-ядерних блоків, розміщених на рівні 2,445   ГГц і 1.906   ГГц. Модифікації, внесені Qualcomm відносно основного ядра Cortex-A73, невідомі, і отримане ядро Kryo 280 продемонструвало збільшене ціле число IPC. Kryo 260 також використовував ядра Cortex-A73, правда, на менших тактових швидкостях, ніж у Kryo 280 та в поєднанні з ядрами Cortex-A53.
Cortex-A73 також зустрічається в широкому асортименті чипсетів середнього класу, таких як Samsung Exynos, серія MediaTek Helio P та інші моделі HiSilicon Kirin. Як і Snapdragon 636/660, більшість цих чипсетів реалізують 4 ядра A73 і 4 ядра A53 у big.LITTLE конфігурації, хоча деякі моделі нижнього класу чипів Samsung реалізують лише 2 ядра A73 з 6 ядрами A53.
Cortex-A73 можна знайти в Snapdragon 835 як великоядерний.

## Дивитися також
- ARM Cortex-A72, попередник
- ARM Cortex-A75, наступник
- Порівняння ядер ARMv8-A, сімейства ARMv8